# Zeuxia dahurica
Zeuxia dahurica là một loài ruồi trong họ Tachinidae.